# Shohreh Aghdashloo

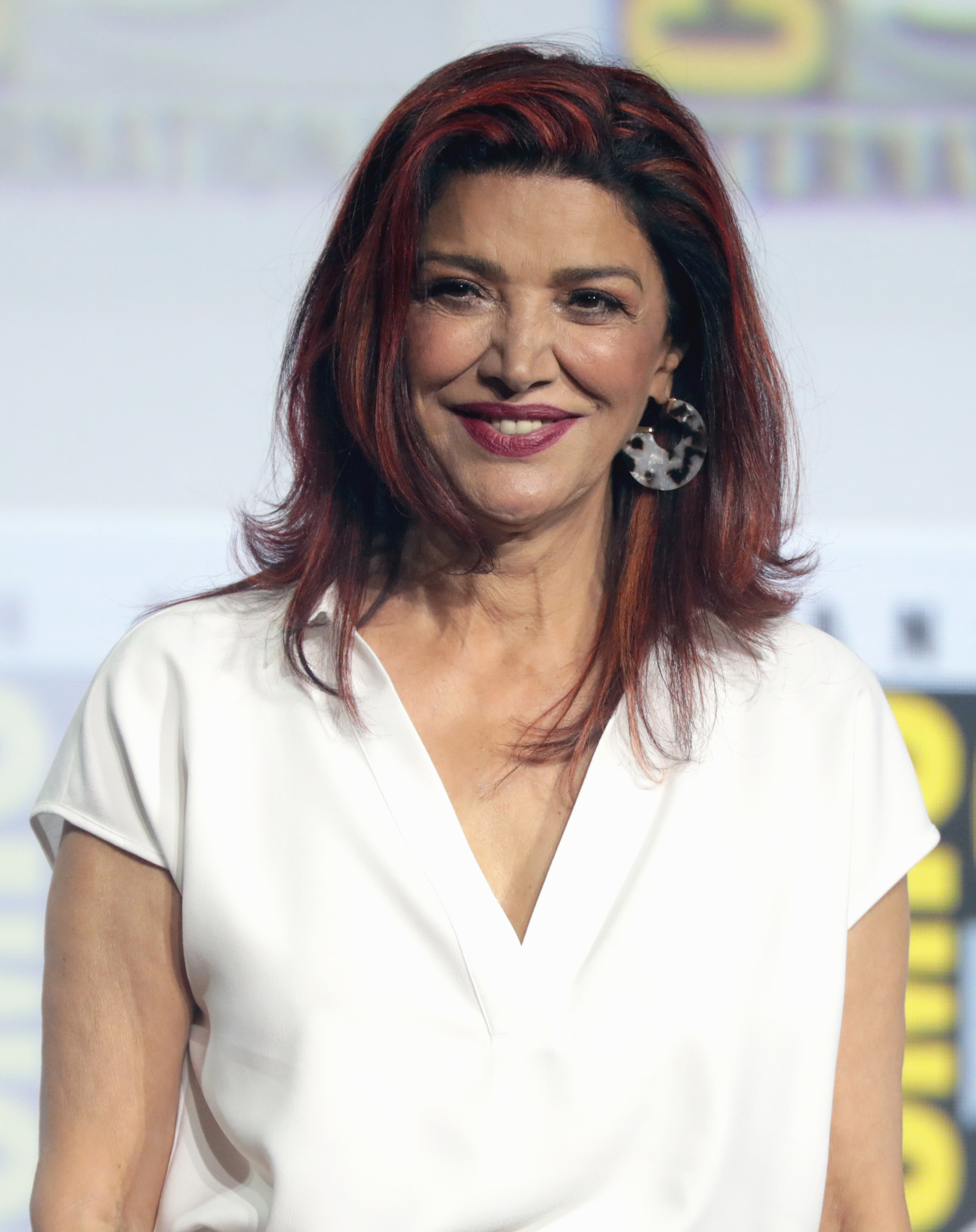
Shohreh Aghdashloo auf der San Diego Comic-Con im Juli 2019

Shohreh Aghdashloo (ⓘ persisch شهره آغداشلو Schohreh Aghdaschlu [ʃohrɛ jɛ ɑɢdɑʃluː], eigentlich Shohreh Vaziri-Tabar شهره وزیری‌تبار Schohreh Wasiri-Tabar [ʃoɦrɛ jɛ væziɾitæbɑr]; * 11. Mai 1952 in Teheran) ist eine iranisch-US-amerikanische Film- und Theaterschauspielerin.
Ihr Filmdebüt feierte sie 1976 mit Mohammad Reza Aslanis Film Shatranje bad. Im Jahr 1979 verließ sie aus politischen Gründen Iran und zog nach London, wo sie Politikwissenschaft studierte. Im Jahr 1987 zog sie nach Los Angeles, wo sie nach mehreren Nebenrollen und Theaterauftritten im Jahr 2003 mit Haus aus Sand und Nebel ihren Durchbruch schaffte. 2009 wurde sie für ihre Mitwirkung in dem Fernsehmehrteiler Die Husseins: Im Zentrum der Macht (2008) mit dem Emmy ausgezeichnet. 2013 veröffentlichte sie ihre Memoiren.

## Biografie

### Karriere in Iran
Shohreh Aghdashloo wurde 1952 als Shohreh Vaziri-Tabar, Tochter einer wohlhabenden iranischen Familie in Teheran geboren. Aghdashloo begann ihre Schauspielkarriere schon im jugendlichen Alter mit Theater-Workshops, durch die sie Erfahrung in mehreren Inszenierungen sammeln konnte. Ihre eigentliche Bühnenkarriere begann im Drama-Workshop von Teheran. Der Workshop stand für eine neue Art des Theaters. Er war von einer Gruppe von jungen Schauspielern, Intellektuellen und Drehbuchautoren ins Leben gerufen worden, unter denen sich auch Bijan Saffaree und Abbas Na’lbandian befanden. 1972 heiratete Shohreh Vaziri-Tabar und nahm den Familiennamen ihres Ehemannes, Aghdashloo, an.
Ihr Filmdebüt feierte Shohreh Aghdashloo 1976 mit Mohammad Reza Aslanis Film Shatranje bad. Ein Jahr später folgte Gozaresh, ein Film von Abbas Kiarostami. In dem Familiendrama wird ein Steuereintreiber porträtiert, der beschuldigt wird, Bestechungsgelder angenommen zu haben. Hier agiert Aghdashloo als selbstmordgefährdete Ehefrau des Protagonisten. Obwohl Shatranje bad und Gozaresh unter den Titeln Chess in the Wind und The Report auch internationale Beachtung fanden – Gozaresh gewann den Preis der Kritik beim Filmfestival von Moskau –, wurden beide Filme aufgrund ihrer politischen Botschaft in Iran verboten und sind bis heute nie öffentlich aufgeführt worden. 1978 spielte Shohreh Aghdashloo in dem Film Sootah Delaan, der international unter dem Titel Desiderium erschien. Der Iraner Ali Hatami war Regisseur und schrieb auch das Drehbuch. In dem Drama spielt Aghdashloo eine Prostituierte, die sich in einen geistig zurückgebliebenen Mann (gespielt von Behrooz Vosooghi) verliebt.

### Flucht nach England
Im Jahr 1979, einige Monate nach Beginn der Islamischen Revolution, wurde die Theatergruppe in Teheran gewaltsam aufgelöst. Revolutionäre Truppen schlossen das Theater und verschlossen den Eingang des Gebäudes mit Steinen und Zement. Nach diesem Vorfall, den Shohreh Aghdashloo miterlebte, beschloss sie, Iran zu verlassen. Um vier Uhr morgens verließ sie Teheran und brauchte 31 Tage, um London zu erreichen, eine Stadt, die sie aus ihrer Jugend gut kannte. Ihre Mutter hatte sie jeden Sommer dorthin zum Sprachunterricht gebracht. Shohreh Aghdashloo studierte in England Politikwissenschaft, um nach eigenen Aussagen zu verstehen, was in ihrem Heimatland geschah, und ihren in Iran verbliebenen Freunden zu helfen. Die Schauspielerin hatte sich schon in Iran als politische Aktivistin hervorgetan, was sie in England fortsetzte. Aghdashloo sagte in Interviews, dass sie am Tag ihrer Ankunft in London im Speakers Corner im Hyde Park für die Freiheit Irans demonstrierte. Wegen ihrer politischen Ansichten ist es ihr bis heute nicht möglich, nach Iran einzureisen.

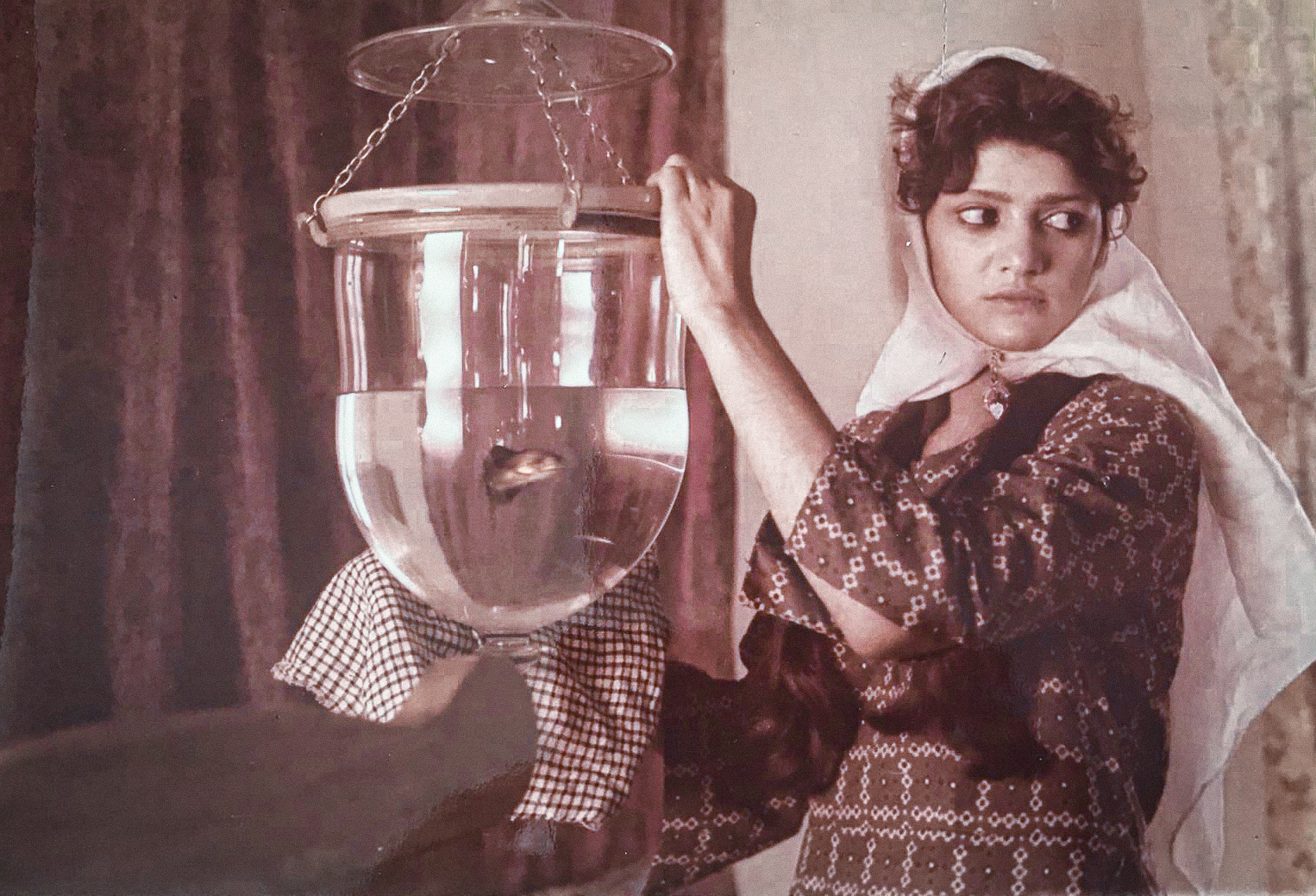
Szene aus dem Film Shatranje bad

Nach vierjährigem Studium in London erwarb Aghdashloo 1983 den Bachelor in der politikwissenschaftlichen Teildisziplin Internationale Beziehungen. Sie hätte dies wahrscheinlich genutzt, um eine politische Karriere zu starten, hätte sie nicht in der Nacht, in der sie ihren Abschluss feierte, einen Anruf eines befreundeten Drehbuchautors und Regisseurs erhalten. Er bot ihr die Hauptrolle in seinem gerade vollendeten Theaterstück an und sie ließ sich das Drehbuch schicken. Das Stück Rainbow erzählt die Geschichte eines Iraners, der nach London flieht, nachdem er in seinem Heimatland angeklagt wurde, zum auserlesenen Kreis des Schahs gehört zu haben. Das Stück fand mit Shohreh Aghdashloo in der Hauptrolle großen Widerhall in Kritikerkreisen.

### Karriere in den USA
Im Jahr 1987 zog die Schauspielerin auf Einladung ihres zweiten Ehemanns, des Drehbuchautors und Schauspielers Houshang Touzie, nach Los Angeles. Aghdashloo traf in ihrer neuen Heimat einen Agenten und besuchte Vorsprechen, aber sie hatte es nicht leicht, als Schauspielerin aus dem Mittleren Osten mit starkem Akzent in Hollywood Fuß zu fassen, und sie beunruhigte der Rollentypus, auf den man sie festlegte. Sie sprach für eine Gastrolle in der Fernsehserie Matlock vor, war aber nicht sehr begeistert, als sie den Part einer Studentin erhielt, die unter Verdacht steht, einer terroristischen Gruppe anzugehören. Obwohl die Rolle gegen ihre Prinzipien verstieß, genoss sie es, mit dem Titelhelden Andy Griffith zu arbeiten, schwor aber, sich nie wieder kompromittieren zu lassen. Nach Ende der Dreharbeiten ließ sie ihren Agenten wissen, dass er sie nie wieder zu Vorsprechen schicken solle, in denen die Rollen von Terroristinnen oder misshandelten Ehefrauen aus dem Nahen Osten zu besetzen seien.
In der Folgezeit war sie mit ihrem Ehemann und der gemeinsam gegründeten Theatergruppe „Workshop 79“, die nach dem Jahr benannt ist, in dem Aghdashloos Teheraner Theatergruppe verboten wurde, sehr erfolgreich in der iranisch-amerikanischen Gemeinde tätig. Das Stück Sweet Smell of Love (Booyeh Khosh-e Eshgh), geschrieben von Aghdashloos Ehemann, wurde in den USA von Kritik und Publikum sehr gut aufgenommen. Das Theaterstück über das Leben einer Immigrantenfamilie beeinflusste die Haltung der iranischen Gemeinde zum Theater. Hunderttausende Menschen sahen die Inszenierung in über 30 Ländern in der ganzen Welt. Mit dem Sequel Our Share of the Father’s House konnten Shohreh Aghdashloo und Houshang Touzie an den vorherigen Erfolg anknüpfen.
Während Shohreh Aghdashloo sehr erfolgreich im Theater agierte, stagnierte ihre Filmkarriere und sie war in zahlreichen Nebenrollen in eher unwichtigeren Filmen zu sehen, wie etwa Twenty Bucks, Surviving Paradise und dem von Kritikern gelobten Werk Maryam. Aghdashloo erschien außerdem in Possessed und Pulse, zwei Kurzfilmen, die zu einer Trilogie der iranischen Videokünstlerin Shirin Neshat gehören. Aghdashloo kündigte kurze Zeit später ihrem Agenten, da sie nicht ihre Seele an Rollen verkaufen wollte, die sie nicht spielen wollte, und gab ihre Träume von einer Filmkarriere in den USA auf. Im Jahr 2002 schrieb sie das Aryana Farshads Dokumentarfilm Mystic Iran: The Unseen World und fungierte als Erzähler. 2009 sollte sie ihre Stimme dem Computerspiel Mass Effect 2 und 2012 der Fortsetzung Mass Effect 3 leihen.

### Durchbruch in Hollywood
Dann kam Haus aus Sand und Nebel, ein Wunschprojekt von Shohreh Aghdashloo. Sie hatte auf einer Autofahrt zu einem Theaterauftritt in San Francisco das Buch, auf dem der Film basiert, gelesen und ihrem Ehemann gesagt, es wäre sehr unfair, wenn man eines Tages das Buch verfilmen würde, ohne ihr die Rolle der Nadi zu geben. Ihr Ehemann Houshang Touzie war der Erste, der von der Verpflichtung in Haus aus Sand und Nebel erfuhr. Das Filmstudio DreamWorks hatte große Probleme, die Rolle der Nadi zu besetzen, und die Casting-Direktorin des Films, Debora Aquila, befragte verschiedene Personen aus der iranisch-amerikanischen Gemeinde, wer zurzeit die beste Schauspielerin in der iranischen Unterhaltungsindustrie sei. Aghdashloos Name wurde immer wieder genannt, und Aquila setzte sich mit ihr in Verbindung. Shohreh Aghdashloo dachte zuerst, man wolle sie nur für eine unbedeutende Nebenrolle besetzen; als sie erfuhr, dass es sich um den Part der Nadi handelte, sagte sie sofort für ein Vorsprechen zu.
Nach zwei Vorsprechen bei Regisseur Vadim Perelman teilte der ihr mit, dass sie eine schöne, kontrollierte Frau sei, während Nadi ein sehr emotionaler Mensch war. Er bat sie, noch einmal zu kommen, jedoch ohne Schminke, mitgenommen und mit der Aufgabe, Perelman zum Weinen zu bringen. Daraufhin las Aghdashloo erneut das Drehbuch. Sie fand ein abgetragenes schwarzes Hemd und Jeans, am nächsten Morgen wusch und kämmte sie sich nicht. Beim dritten Vorsprechen am nächsten Tag gelang es ihr in der vierten Szene, Vadim Perelman durch ihren Weinkrampf zu rühren, und sie bekam den Part der Nadi. Perelman küsste ihre Stirn und sagte: „Willkommen an Bord, Shohreh.“
Nach 25 Jahren im Schauspielbusiness feierte Shohreh Aghdashloo 2003 mit Vadim Perelmans Haus aus Sand und Nebel ihren Durchbruch im internationalen Kino. In dem Drama spielt sie an der Seite von Ben Kingsley und Jennifer Connelly. Der Film, der auf einem Roman von Andre Dubus III basiert, erzählt die Geschichte der alkoholkranken Kathy (gespielt von Jennifer Connelly), die den Bungalow am Meer, der einmal im Besitz ihres Vaters war, durch eine bürokratische Klausel verliert und dafür kämpft, ihn zurückzugewinnen. Aghdashloo verleiht dem Charakter der Nadi, der Ehefrau eines ehemaligen geachteten Obersts der Iranischen Luftwaffe (gespielt von Ben Kingsley), der nach seiner Immigration in die USA seine Familie mit Billig-Jobs über Wasser hält und den enteigneten Bungalow am Meer kauft, eine stählerne Würde. Kritiker bezeichneten Aghdashloos Nadi als das Herz des Films, die zwischen der Loyalität zu ihrem Mann und dem Mitleid, das sie für Jennifer Connellys Charakter empfindet, als Stimme der Vernunft agiert.
Trotz ihrer stetigen Arbeit am Theater und gelegentlich in Filmen bezeichnete sie die Nadi als Rolle ihres Lebens. Tatsächlich wurde Shohreh Aghdashloos Spiel von den Kritikern honoriert und sie gewann in den USA zahlreiche Preise, u. a. wurde sie 2004 von den Kritikervereinigungen von Los Angeles und New York als beste Nebendarstellerin ausgezeichnet. Im gleichen Jahr wurde ihr die Ehre zuteil, als erste Iranerin und erste Schauspielerin aus dem Nahen Osten für den Oscar als beste Nebendarstellerin nominiert zu werden. Aghdashloo verlor jedoch den Filmpreis an Renée Zellweger, die für Anthony Minghellas amerikanisches Bürgerkriegsepos Unterwegs nach Cold Mountain ausgezeichnet wurde. Daraufhin wurde die jahrelange Pressesperre in Iran über die Schauspielerin aufgehoben.

### Erfolge im US-amerikanischen Fernsehen
Trotz des großen Erfolges mit Haus aus Sand und Nebel folgten nur wenige Rollenangebote, die Shohreh Aghdashloo in Betracht zog. Im Jahr 2004 spielte sie in einer wiederkehrenden Rolle erneut die Mutter von Jonathan Ahdout, ihrem Filmsohn aus Haus aus Sand und Nebel, in der vierten Staffel der von der Kritik gefeierten Fernsehserie 24. Die Rolle der Dina Araz, einer muslimischen Terroristin, wurde kontrovers von der arabisch-amerikanischen Gemeinde aufgenommen. In einem Interview mit dem US-amerikanischen Magazin TIME hatte Shohreh Aghdashloo herausgestellt, dass sie zuerst nicht vorhatte, das Stereotyp des muslimischen Terroristen zu verstärken, dann aber wegen der Kompliziertheit der Rolle zusagte, für die sie später eine Nominierung bei den Satellite Awards 2005 als beste Nebendarstellerin erhielt. Weitere Nebenrollen in Kinoproduktionen folgten, mit denen sie nicht an den früheren Erfolg anknüpfen konnte, darunter 2006 die Mediensatire American Dreamz – Alles nur Show, der Actionfilm X-Men: Der letzte Widerstand und das Liebesdrama Das Haus am See.
Nach dem Part der Elisabet in Catherine Hardwickes biblischem Filmstoff Es begab sich aber zu der Zeit… wandte sich Aghdashloo wieder verstärkt der Fernseharbeit zu. Zwischen 2006 und 2007 war sie als Charlie in der CBS-Krimiserie Smith vertreten und hatte einen Gastauftritt in der populären Ärzte-Serie Grey’s Anatomy (2007). Ein Jahr später erhielt sie ein Engagement für die Fernsehserie Die Husseins: Im Zentrum der Macht, das ihr den Emmy einbrachte. Im von BBC und HBO koproduzierten Format, das die familiären und politischen Beziehungen Saddam Husseins (gespielt von Jigal Naor) kolportiert, übernahm Aghdashloo die Rolle der ersten Ehefrau des irakischen Ex-Diktators, Sadschida Talfah. Von Kritikern als irakische, aber humorlose Variante von Die Sopranos bezeichnet, lobte die New York Times die Schauspielerin für ihren Charme, die großen temperamentvollen Augen und ihre an Anne Bancroft erinnernde schwefelige Stimme, bemerkte aber am Rande, dass Aghdashloo scheinbar jede Rolle von mittelöstlichen Frauen über 30 übernahm.

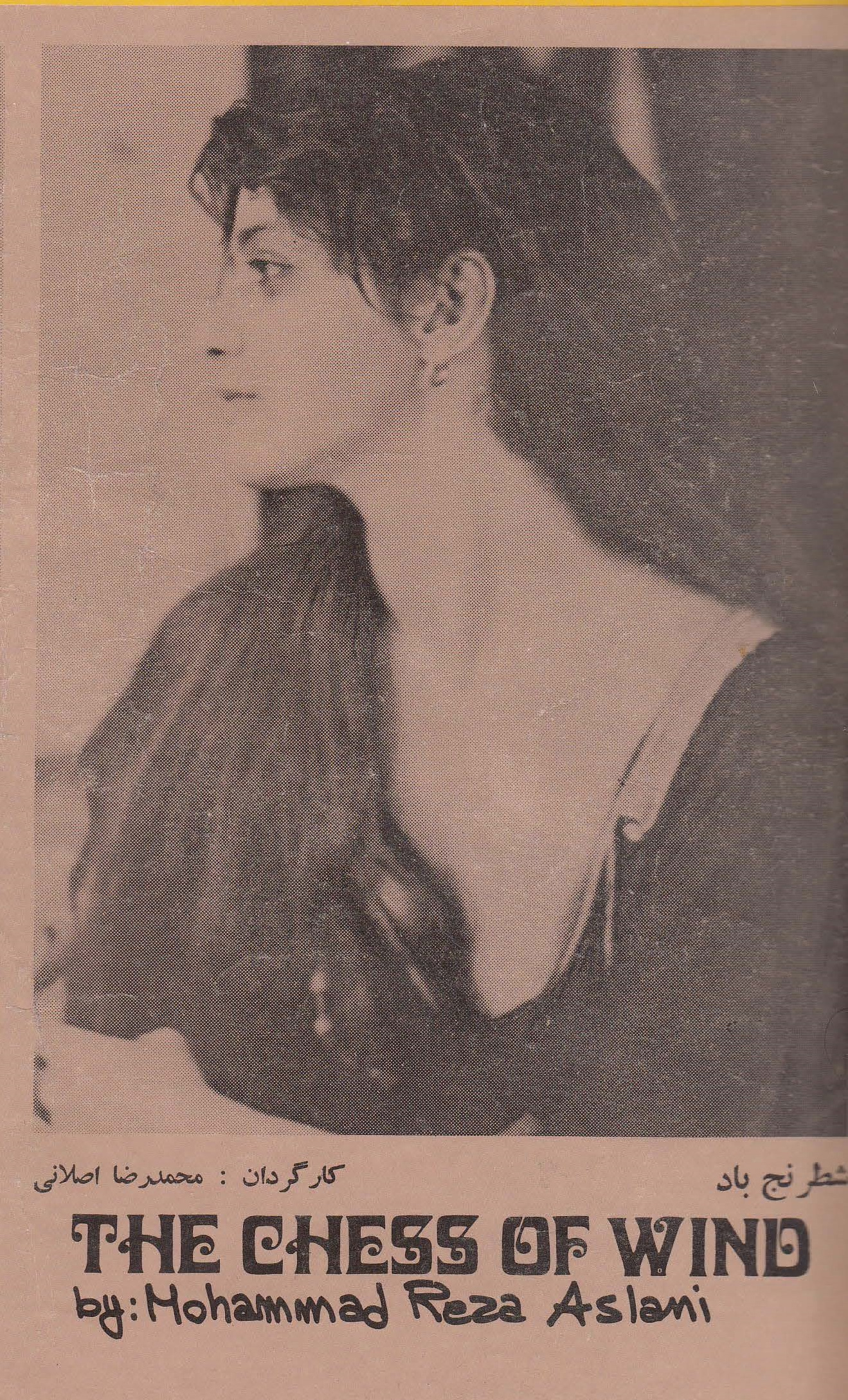
Shohreh Aghdashloo (1976)

2009 folgte der Spielfilm The Stoning of Soraya M., der auf dem gleichnamigen erfolgreichen Sachbuch von Freidoune Sahebjam aus dem Jahr 1994 basiert. Das Drama erzählt die Geschichte der jungen Iranerin Soraya (gespielt von Mozhan Marnò), die nicht in die Scheidung ihres Ehemannes einwilligt und daraufhin von der Dorfgemeinde gesteinigt wird. Aghdashloo übernahm den Part der Erzählerin, beziehungsweise der Tante des Opfers, die sich als Einzige gegen den Mob wendet. Wegen ihrer Rolle in einem Film, der das Schicksal von iranischen Frauen beleuchtet, nannte sie die Los Angeles Times eine „furchtlose Anwältin für islamische Frauen“. „Ich entschied, egal was passiert, dass ich die Menschenrechte in Iran verteidigen und Licht auf die Ungerechtigkeiten in Iran werfen würde“, sagte Aghdashloo Ende Juni 2009 gegenüber dem San Francisco Chronicle. „Ich habe mich selbst zu einer Schauspielerin mit einer Aufgabe gewandelt. Wenn Themen wie diese herausgekommen, fühle ich mich als ob es von der Pflicht erzählt. Es nicht nur ein Job für mich.“ Im selben Jahr wurde sie mit dem Satellite Awards als beste Hauptdarstellerin ausgezeichnet. Danach folgten überwiegend Auftritte im US-amerikanischen Fernsehen, darunter Gastrollen in den Serien Law & Order: Special Victims Unit, Dr. House, Navy CIS (alle 2011) und Portlandia (2012).
2015 bis 2022 spielte Aghdashloo eine der Hauptrollen in der Science-Fiction-Fernsehserie The Expanse, in der sie die stellvertretende UN-Unterstaatssekretärin für Exekutivverwaltung, Chrisjen Avasarala, verkörperte.
Shohreh Aghdashloo war in erster Ehe von 1972 bis 1980 mit dem iranischen Maler Aydin Aghdashloo verheiratet. Seit 1985 ist sie in zweiter Ehe mit Houshang Touzie verheiratet. Mit dem Schauspieler und Drehbuchautor hat sie eine gemeinsame Tochter.

## Filmografie (Auswahl)
- 1976: Shatranje bad
- 1977: Gozaresh
- 1978: Sooteh-Delan
- 1989: Guests of Hotel Astoria
- 1993: Twenty Bucks – Geld stinkt nicht, oder doch? (Twenty Bucks)
- 2000: Maryam
- 2000: Surviving Paradise
- 2001: America So Beautiful
- 2003: Haus aus Sand und Nebel (House of Sand and Fog)
- 2005: 24 (Fernsehserie, Staffel 4)
- 2005: Der Exorzismus von Emily Rose (The Exorcism of Emily Rose)
- 2006: American Dreamz – Alles nur Show (American Dreamz)
- 2006: Emergency Room – Die Notaufnahme (ER, Fernsehserie, Episode: Lost in America)
- 2006: Grey’s Anatomy (Fernsehserie, Episode: Alte Wunden)
- 2006: Will & Grace (Fernsehserie, Episode: Cowboys and Iranians)
- 2006: X-Men: Der letzte Widerstand (X-Men: The Last Stand)
- 2006: Das Haus am See (The Lake House)
- 2006–2007: Smith (Fernsehserie)
- 2006: Es begab sich aber zu der Zeit… (The Nativity Story)
- 2008: Eine für 4 – Unterwegs in Sachen Liebe (The Sisterhood of the Traveling Pants 2)
- 2008: Die Husseins: Im Zentrum der Macht (House of Saddam, Fernsehmehrteiler)
- 2008: The Stoning of Soraya M.
- 2009: FlashForward (Fernsehserie)
- 2010: Lonesdale
- 2011: Law & Order: Special Victims Unit (Fernsehserie, Episode: Dirty)
- 2011: In Northwood
- 2011: Dr. House (House, M.D., Fernsehserie, Episode: Moving On)
- 2011: Navy CIS (NCIS, Fernsehserie, Episode: Safe Harbor)
- 2011: Sepas (Fernsehfilm)
- 2012: Portlandia (Fernsehserie, Episode: Cool Wedding)
- 2012: Das wundersame Leben des Timothy Green (The Odd Life of Timothy Green)
- 2012–2013: The Mob Doctor (Fernsehserie)
- 2013–2014: Grimm (Fernsehserie)
- 2014: Rosewater
- 2014: Bones – Die Knochenjägerin (Episode: 09x21: Eine Eiszeit vor dem Ende als Azita Vaziri)
- 2015: Last Knights – Die Ritter des 7. Ordens (Last Knights)
- 2015: September of Shiraz
- 2015: Elementary (Episode: Du bist ich)
- 2015–2022: The Expanse (Fernsehserie)
- 2016: Star Trek Beyond
- 2016: The Promise – Die Erinnerung bleibt (The Promise)
- 2017: Marvel’s The Punisher (Fernsehserie)
- 2019: The Cuban
- 2020: Renn, Liebling, Renn (Run Sweetheart Run)
- 2021: Arcane (Fernsehserie, Stimme von Grayson)
- 2022: The Flight Attendant (Fernsehserie, Staffel 2)
- 2023: Renfield
- 2024: Damsel (Spielfilm, Stimme des Drachen)
- 2024: Man and Witch – The Dance of a Thousand Steps
- 2024: The Penguin (Miniserie)
- 2025: Das Rad der Zeit (The Wheel of Time, Fernsehserie)

## Auszeichnungen
- 2004: Independent Spirit Award für Haus aus Sand und Nebel (Beste Nebendarstellerin)
- 2004: Los Angeles Film Critics Association Award für Haus aus Sand und Nebel (Beste Nebendarstellerin)
- 2004: New York Film Critics Circle Award für Haus aus Sand und Nebel (Beste Nebendarstellerin)
- 2004: Online Film Critics Society Award für Haus aus Sand und Nebel (Beste Nebendarstellerin)
- 2004: Oscar-Nominierung für Haus aus Sand und Nebel (Beste Nebendarstellerin)
- 2005: Nominierung für den Satellite Award für 24 (Beste Nebendarstellerin in einer Serie, Miniserie oder in einem Fernsehfilm)
- 2009: Emmy für Die Husseins: Im Zentrum der Macht (Beste Nebendarstellerin in einem Fernsehfilm oder Mehrteiler)
- 2009: Satellite Award für The Stoning of Soraya M. (Beste Hauptdarstellerin – Drama)
- 2022: World Women Heroes Awards (Kategorie Science Fiction)

## Veröffentlichungen
- The alley of love and yellow jasmines. A memoir. First edition Auflage. Harper, New York, NY 2013, ISBN 978-0-06-200980-7 (englisch).